# Meg (chanteuse italienne)
Pour les articles homonymes, voir MEG.
 (avril 2020).
Si vous disposez d'ouvrages ou d'articles de référence ou si vous connaissez des sites web de qualité traitant du thème abordé ici, merci de compléter l'article en donnant les références utiles à sa vérifiabilité et en les liant à la section « Notes et références ».
Meg, de son vrai nom Maria Di Donna, est une chanteuse italienne née à Naples le 20 septembre 1972.
Son style musical est nourri de nombreux genres de musique.

## Biographie
Maria Di Donna est née d'un père marin, puis professeur et d'une mère enseignante. Elle a passé son enfance à Torre del Greco, en banlieue de Naples.

## Discographie
albums en studio
- 2004 – Meg (dont un sigle/video : Simbiosi)
- 2008 – Psychodelice
- 2015 – Imperfezione
- 2017 – Concerto imPerfetto
- 2018 – Corona di spine